# 张兰德旧居
张兰德旧居又称小德张故居，建于1913年，是原清朝太后宫回事、清宫太监、御膳房掌案、清宫大总管張蘭德（綽號小德张）在天津的故居。位于当时的天津英租界的香港道（Hong Kong Road）（今和平区睦南道金林村4号），该建筑目前是一般保护等级历史风貌建筑。

## 建筑
小德张于1951年搬入该旧居，该建筑建筑面积为460平方米，为一所2层砖木结构英式楼房，外立面为清水砖墙，顶部为不规则多坡房顶并开有天窗，周边出檐。